# بوب ماكاولي
بوب ماكاولي هو لاعب كرة قدم ومدرب كرة قدم كندي، (ولد في Wishaw ‏ في المملكة المتحدة 1904 – 1994 م). شارك مع منتخب اسكتلندا لكرة القدم. أما مع النوادي، فقد لعب مع تشيلسي وريث روفرز وفول ريفر ماركسمين وكارديف سيتي ونادي رينجرز ونادي سليغو روفرز ونادي ووركينغتون.

## وصلات خارجية
- بوب ماكاولي على موقع الاتحاد الإسكتلندي (الإنجليزية)